# Вольхин, Игорь Валерьевич
И́горь Вале́рьевич Во́льхин (род. 30 октября 1997, Рубцовск, Алтайский край) — российский профессиональный баскетболист, играющий на позиции лёгкого форварда.

## Карьера
Вольхин начал заниматься баскетболом с 8 лет в спортшколе Рубцовска. В 2013 году Игорь был приглашён в молодёжную систему «Химок» и прошёл все команды баскетбольной «пирамиды» подмосковного клуба: выступал в европейских юношеских турнирах и российских детско-юношеских первенствах. Позже перешёл в команду «Химки-2», в составе которой участвовал в Единой молодёжной лиге ВТБ.
С сезона 2017/2018 Вольхин выступал за команду «Химки-Подмосковье» в Суперлиге-1.
24 января 2018 года стал известен состав сборной Единой молодёжной лиги ВТБ на «Матч молодых звёзд». По итогам голосования тренеров команд-участниц молодёжной Лиги Вольхин попал в состав команды. В этой игре Игорь набрал 14 очков и 1 подбор. Так же, Вольхин стал победителем конкурса трёхочковых бросков.
В сезоне 2019/2020 Вольхин принял участие в 2 матчах Единой лиги ВТБ, где набирал в среднем 4,0 очка и 1,5 подбора. 25 сентября 2019 года, в игре против «Зелёна-Гуры» (79:75), Игорь дебютировал за основную команду «Химок». В этом матче он провёл на площадке 2 минуты 18 секунд, но результативными действиями не отметился.
По итогам досрочно завершённого сезона в Суперлиге-1 Вольхин был включён в символическую пятёрку турнира как «Лучший лёгкий форвард».

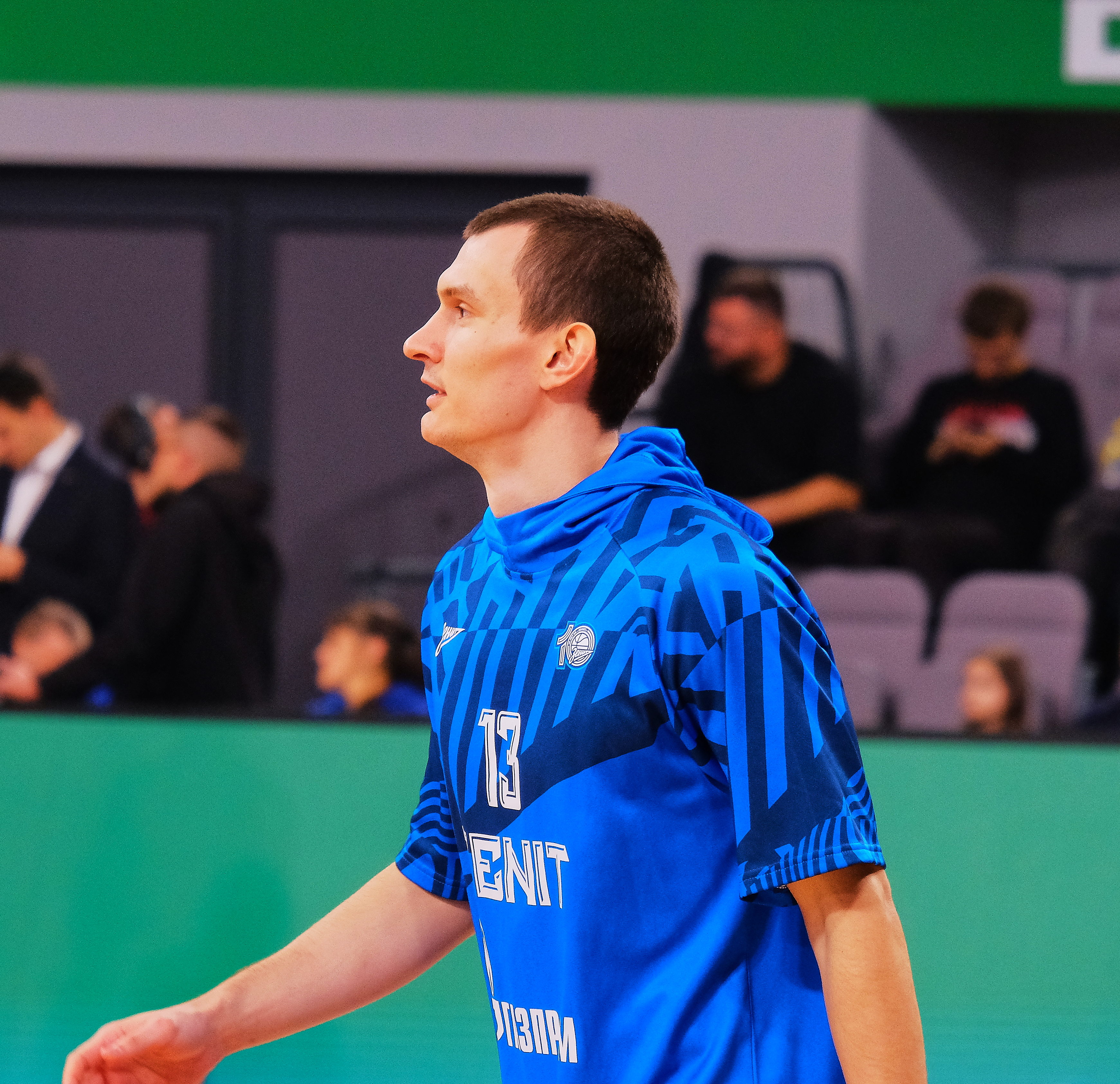
Игорь Вольхин в составе «Зенита»

В июле 2020 года Вольхин перешёл в «Зенит».
14 февраля 2021 года Вольхин принял участие в конкурсе по броскам сверху на «Матче всех звёзд» Единой лиги ВТБ, заменив получившего травму Джона Брауна.
В сезоне 2021/2022 Вольхин стал чемпионом Единой лиги ВТБ, чемпионом России и серебряным призёром Суперкубка Единой лиги ВТБ.
В июне 2022 года Вольхин подписал новый 2-летний контракт с «Зенитом».
В сезоне 2022/2023 Вольхин стал победителем Суперкубка Единой лиги ВТБ.
В сезоне 2023/2024 Вольхин стал бронзовым призёром Единой лиги ВТБ и чемпионата России, победителем Суперкубка Единой лиги ВТБ и Кубка России.
В июне 2024 года Вольхин продлил контракт с «Зенитом» ещё на 2 года.
В январе 2025 года Вольхин перешёл в «Нижний Новгород» на правах аренды до конца сезона 2024/2025. В составе команды Игорь стал серебряным призёром Кубка России.
В июле 2025 года Вольхин перешёл в «Автодор» на правах аренды до конца сезона 2025/2026.

## Сборная России
В июле 2017 года Вольхин вошёл в итоговую заявку юношеской сборной России (до 20 лет) для участия в чемпионате Европы в дивизионе В. Заняв 4 место, игрокам сборной не удалось выполнить задачу по возвращению команды в дивизион А: в матче за 3 место сборная России уступила Великобритании (65:81).
В мае 2018 года Вольхин был включён в состав сборной команды «Россия-1» для участия в Международном студенческом баскетбольном кубке. В победном финальном матче против команды Беларуси (72:66) Игорь отметился 15 очками. По итогам турнира Вольхин был признан «Самым ценным игроком».
В июне 2019 года Вольхин получил приглашение в открытый тренировочный лагерь для ближайшего резерва сборной России.
В ноябре 2021 года Вольхин был включён в расширенный состав сборной России для участия в подготовке к матчам квалификации Кубка мира-2023 со сборными Италии и Исландии.
В феврале 2021 года Вольхин был вызван на сбор национальной команды для подготовки к двум матчам квалификации Кубка мира-2023 со сборной Нидерландов.
В июне 2022 года Вольхин принял участие в Открытом лагере РФБ для кандидатов в сборную России не старше 25 лет, проходящих в возрастные рамки для участия в студенческих соревнованиях.

## Достижения

### Клубные
- Чемпион Единой лиги ВТБ: 2021/2022
- Бронзовый призёр Единой лиги ВТБ (2): 2020/2021, 2023/2024
- Обладатель Суперкубка Единой лиги ВТБ (2): 2022, 2023
- Серебряный призёр Суперкубка Единой лиги ВТБ: 2021
- Бронзовый призёр Суперкубка Единой лиги ВТБ: 2024
- Чемпион России: 2021/2022
- Бронзовый призёр чемпионата России (2): 2020/2021, 2023/2024
- Обладатель Кубка России: 2023/2024
- Серебряный призёр Кубка России (2): 2022/2023, 2024/2025
- Серебряный призёр Единой молодёжной лиги ВТБ: 2016/2017
- Бронзовый призёр Единой молодёжной лиги ВТБ (2): 2015/2016, 2017/2018
- Чемпион ДЮБЛ: 2014/2015

### Сборная России
- Обладатель Международного студенческого баскетбольного кубка: 2018